# Wilfred Monod
Pour les articles homonymes, voir Monod.
William Frédéric Monod, dit Wilfred Monod, né le 24 novembre 1867 à Paris et mort le 2 mai 1943 dans la même ville, est un pasteur et théologien réformé français. Pasteur au temple protestant de l'Oratoire du Louvre de 1907 à 1938, c'est une figure historique du christianisme social.

## Biographie
Wilfred Monod, fils du pasteur Théodore Monod (1836-1921) et de Gertrude Monod (1846-1878) fait partie de la descendance de Jean Monod et de Louise de Coninck. Il fait ses études à la Faculté de théologie protestante de Montauban, où il soutient une thèse pour le grade de bachelier en théologie intitulée Les bases psychologiques du dogme de la rédemption en 1891. Il soutient en 1901 une thèse de doctorat en théologie intitulée L'espérance chrétienne  à la Faculté de théologie protestante de Paris et il est professeur dans cette même faculté.
Il est d'abord pasteur en Normandie, à Condé-sur-Noireau et à Rouen. De 1907 à 1938 il est pasteur du temple protestant de l'Oratoire du Louvre à Paris,. Il y assure l'éducation religieuse des jeunes protestants du quartier des Halles et des enfants de familles défavorisées. En 1911, il fonde ainsi l'École du Jeudi, rebaptisée ensuite La Clairière, selon ses mots « un espace défriché, libre et clair dans la sombre forêt ». En 1935, elle devient une association loi de 1901. Elle existe toujours, est membre du Centre d'action sociale protestant (CASP). Son centre historique est au 60 rue Greneta, dans le 2e arrondissement de Paris. 
En 1923, il crée avec son fils le naturaliste Théodore Monod, le Tiers-Ordre des Veilleurs, une fraternité de prière. Centrée sur la vie chrétienne pratique et la méditation de la Bible, la Fraternité est régie par une Règle, sous la direction d'un(e) Prieur(e). Les membres s'engagent notamment à prier trois offices quotidiens et à s'imprégner des Béatitudes. 
Wilfred Monod est aux côtés d'Élie Gounelle, l'une des figures phare du christianisme social et un pionnier du mouvement œcuménique en France,,. Il meurt le 9 mai 1943 dans Paris occupé. Il repose au cimetière de Châtillon.

## Publications
- Aux croyants et aux athées, Fischbacher, Paris, 1906.
- (en collaboration avec P. Pflüger), Socialisme et christianisme. Volksdrukkerij, Gand, 1908.
- À Paris et ailleurs (Échos et reflets), Fischbacher, Paris, 1912, lire en ligne sur Gallica
- Verdun (un diptyque), Fischbacher, Paris, 1922, lire en ligne sur Gallica
- La Nuée de témoins, Fischbacher, Paris, 1929.
- Le Problème du Bien. Essai de théodicée et journal d'un pasteur, Félix Alcan, Paris, 1934, 3 vol., 986 p. ; tome I (1 141 p.) ; tome II (741 p.), tome III (985 p.), lire en ligne sur Gallica
- "Souvenez-vous de vos conducteurs", Oratoire du Louvre, Paris, 1948. Recueil de 5 prédications, et service In Memoriam de W. Monod (posthume).